# Rotaia Marsillon

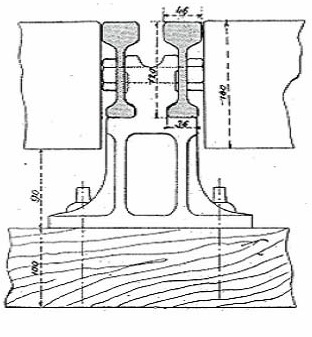
Profilo della rotaia Marsillon

La rotaia Marsillon è un tipo di armamento utilizzato un tempo sui tratti urbani delle linee tranviarie.
Venne brevettata a Parigi il 29 gennaio 1855 dall'ingegnere francese Antoine-Léon Marsillon (1824-1892), che poi divenne amministratore della Compagnie générale des omnibus nel 1882 e vicepresidente della Compagnie générale française de tramways.
Una sua caratteristica è l'impiego di una rotaia simile alla Vignoles, ma con una base di appoggio più stretta, alla quale è accoppiata, con appositi distanziatori, una controrotaia a fungo stretto.
Il sistema Marsillon si diffuse nel nord della Francia e a Nantes
È stato progressivamente sostituito dalle rotaia Broca e Phoenix.